# Los Otros
Los Otros („Die Anderen“) ist der Name eines auf Alte Musik spezialisierten Instrumentalensembles, das 2001 von Hille Perl, Lee Santana und Steve Player gegründet wurde. Die Gambistin Hille Perl und der Lautenist Lee Santana arbeiteten davor bereits viele Jahre zusammen. Steve Player, ein aus London stammender Tänzer und Gitarrist, schloss sich ihnen 1998 an. Das Trio spielt in der Besetzung mit zwei historischen Gitarren und einer Viola da Gamba. Gelegentlich arbeiten sie auch mit anderen Künstlern zusammen.
Los Otros widmen sich überwiegend italienischer und spanischer Tanzmusik aus dem 17. und 18. Jahrhundert. Dabei entwickeln sie ihren eigenen charakteristischen Stil, der nicht mehr so ohne Weiteres eindeutig zugeordnet werden kann. Eine wichtige Rolle bei der Arbeit der Musiker, denen neben großer Spiellaune und Virtuosität ein „nahezu blindes Verständnis untereinander“ bescheinigt werden, spielen Improvisation und Spontaneität.
Ihr im Februar 2003 veröffentlichtes Erstlingswerk Tinto wurde im Herbst des Jahres mit dem ECHO Klassik in der Kategorie „Alte Musik“ ausgezeichnet. Für ihre zweite CD, bei der sie mit dem Perkussionisten Pedro Estevan zusammenarbeiteten, nahmen sie sich fast 400 Jahre alte Werke des Komponisten Sebastián de Aguirre vor. Für ihre CD mit dem Titel La Hacha (auf Deutsch: die Fackel oder die Axt) fanden sie sich mit dem mexikanischen Ensemble Tembembe Ensamble Continuo zusammen, deren Mitglieder das Trio mit Gesang, Tanz und Gitarre ergänzen und die Los Otros Zugang zu dem Ausgangsmaterial für dieses Programm verschafften, das im barocken Mexiko angesiedelt ist.
Die Musiker veröffentlichen ihre Aufnahmen über das Label deutsche harmonia mundi, das zu Sony BMG gehört.

## Diskografie
| Jahr | Titel        | weitere mitwirkende Musiker |
| ---- | ------------ | --------------------------- |
| 2003 | Tinto        |                             |
| 2004 | Aguirre      | Pedro Estevan               |
| 2008 | La Hacha     | Tembembe Ensamble Continuo  |
| 2009 | Kapsbergiana |                             |